# Bert Romp
Berend Romp, dit Bert Romp (né le 4 novembre 1958 à Veendam et mort le 4 octobre 2018 à Tilbourg), est un cavalier néerlandais de saut d'obstacles.

## Biographie
Bert Romp gagne la médaille d'or aux Jeux olympiques de 1992 à Barcelone en saut d'obstacles par équipe.
Il meurt à l'âge de 59 ans après avoir reçu un coup de pied d'un cheval